# Ménesplet
Ménesplet – miejscowość i gmina we Francji, w regionie Nowa Akwitania, w departamencie Dordogne.
Według danych na rok 1990 gminę zamieszkiwało 1328 osób, a gęstość zaludnienia wynosiła 70 osób/km² (wśród 2290 gmin Akwitanii Ménesplet plasuje się na 323. miejscu pod względem liczby ludności, natomiast pod względem powierzchni na miejscu 574.).